# Archichlora sola
Archichlora sola är en fjärilsart som beskrevs av Claude Herbulot 1960. Archichlora sola ingår i släktet Archichlora och familjen mätare. Inga underarter finns listade i Catalogue of Life.